# マルターゼ

マルターゼで分解されるマルトース

マルターゼ(Maltase、EC 3.2.1.20)は、二糖のマルトースを分解する酵素である。マルターゼはマルトースの加水分解を触媒して単糖のグルコースに変換する。この酵素は、植物、細菌、酵母で見られる。酸性マルターゼ欠損症は、症状が始まった年齢によって3つの異なった型に分類される。
多くの場合、α-グルコシダーゼと等価であるが、「マルターゼ」という用語はグルコースが切り出される基質の二糖を強調しており、「α-グルコシダーゼ」という用語は基質である二糖や多糖の結合を強調している。
ヒトでは、マルターゼはマルトースのα結合を分解する。ヒトは、α型の炭水化物しか分解することはできない。